# Arminius (Bruch)
Arminius op. 43 ist ein Oratorium von Max Bruch. Es handelt von dem Cheruskerfürsten Arminius, der in der Schlacht im Teutoburger Wald die römischen Truppen des Publius Quinctilius Varus schlug.

## Entstehung
Bruch komponierte das Oratorium Arminius 1875, dem Jahr der Einweihung des berühmten Hermannsdenkmals. Ursprünglich sollte das Werk den Namen Die Hermannsschlacht tragen.
Das Libretto stammt vom 24-jährigen Lehrer Friedrich Hellmuth, der es unter dem Pseudonym J. Küppers schrieb. Entstanden wenige Jahre nach der Reichsgründung 1871 traf Arminius den Nerv der Zeit.
Die Uraufführung am 4. Dezember 1875 in Barmen (Wuppertal) wurde von Max Bruch dirigiert. Widmungsträger ist der Heldenbariton-Solist George Henschel, der in der Uraufführung die Titelrolle des Arminius‘ sang. Bruch überarbeitete das Oratorium mehrmals; die Erstaufführung der revidierten Fassung fand am 21. Januar 1877 in Zürich statt. Henschel nahm auch an dieser Aufführung teil, und zwar als Einspringer für den Tenorsolisten in der Rolle des Siegmund.

## Handlung

### Teil I: „Einleitung“
Arminius versucht mit einer Friedensansprache, die Angst seiner Krieger vor den römischen Truppen zu zerstreuen. Krieger Siegmund warnt jedoch vor der drohenden Gefahr. Die römischen Soldaten stellen sich als »des Mars gewalt'ge Söhne« vor. Arminius und Siegmund feuern die germanischen Krieger zu bewaffnetem Widerstand an.

### Teil II: „Im heiligen Hain“
Die Cherusker versammeln sich im heiligen Hain. Die Priesterin ruft Wodan an und verspricht den Kriegern, dass die Götter auf ihrer Seite stehen werden. Der Stamm dankt den Göttern in Walhalla mit Gebeten.

### Teil III: „Der Aufstand“
Siegmund berichtet, dass ein Römer seine Frau beleidigt hat und er, Siegmund, ihn dafür erschlug. Siegmund flüchtet, woraufhin die Römer dessen Vater aus Rache ins Gefängnis sperren; Siegmund kann nun nicht mehr zurückkehren, um seinem Vater zu helfen. Arminius fordert daher seine Krieger auf, sich an den Römer zu rächen; es wird gemeinsam ein Kampflied für die Freiheit angestimmt.

### Teil IV: „Die Schlacht“
Die Priesterin schildert nun die Schlacht und bittet Wodan um Hilfe für die Krieger. Die Germanen schlagen die Römer durch eine List. Die Priesterin bittet die Göttin Freia, die Toten und Sterbenden in Walhalla aufzunehmen. Der sterbende Siegmund äußert den Wunsch, zum heiligen Hain gebracht zu werden. Arminius wird als Bezwinger der Römer geehrt, erinnert aber seine Gefolgsleute daran, dass die Götter den Dank verdienen. Arminius und die Priesterin stimmen in den Abschlusschor ein.

## Wirkung
Im neugegründeten Deutschen Reich fiel die Rezeption des Arminius zunächst positiv aus.
In Amerika wurde das Werk zwischen 1883 und 1912 mehrfach aufgeführt; die amerikanische Erstaufführung am 5. Mai 1883 in Boston fand mit Max Bruch am Dirigentenpult statt. Die zunächst euphorischen Besprechungen in der amerikanischen Presse („[…] das Oratorium ist ein unablässiger Quell des Entzückens für den Hörer“, Boston Herald) kippten im Lauf der Jahre ins Negative. So schrieb der Boston Herald im Februar 1912 unter anderem: „[…] Arminius war nicht wert, aus der Versenkung geholt zu werden. In der Musik gibt es viel Nichtssagendes, und sie ist fast durchweg monoton“.